# Bernhard Kohl
Pour les articles homonymes, voir Kohl.
Bernhard Kohl, né le 4 janvier 1982 à Vienne, est un coureur cycliste autrichien. Il passe professionnel en 2005. Il met un terme à sa carrière en mai 2009, alors qu'il purgeait une suspension de deux ans à la suite de son contrôle positif à l’EPO CERA lors du Tour de France 2008. Il avait terminé troisième et meilleur grimpeur de cette épreuve.

## Biographie
En 2003, Bernhard Kohl rejoint la Rabobank espoirs. Il quitte l'équipe en 2005 pour commencer sa carrière professionnelle dans l'équipe T-Mobile. Lorsqu'il sera arrêté et reconnu coupable de dopage quelques années plus tard, il déclarera qu’il avait cherché refuge dans une autre équipe parce qu'il n’avait pas reçu suffisamment de soins médicaux chez la Rabobank.
Jeune grimpeur, il se distingue avec les meilleurs coureurs lors du Critérium du Dauphiné libéré 2006 en terminant troisième du classement final. La même année, il devient champion d'Autriche. Désigné leader de la T-Mobile sur le Tour d'Espagne 2006, une chute le contraint à l'abandon alors qu'il occupait la huitième place du classement général à une minute et trente-sept secondes du leader Janez Brajkovič.
En 2007, il rejoint l'équipe Gerolsteiner. C'est sous ces couleurs qu'il créé la surprise en terminant troisième du Tour de France 2008, derrière Carlos Sastre et Cadel Evans, raflant par la même occasion le maillot à pois de meilleur grimpeur. Cependant, le 13 octobre 2008 soit quelques mois plus tard, il est déclassé à la suite d'un contrôle positif à l'EPO CERA sur cette épreuve après de nouvelles analyses. Il est alors suspendu deux ans par la Commission de discipline de l'agence antidopage autrichienne NADA. L'équipe Silence-Lotto avec qui il avait choisi de s'engager pour trois ans, annule également son contrat. 
Le 25 mai 2009, il annonce sa retraite sportive lors d'une conférence de presse. Peu après il confie à la presse s'être toujours dopé, depuis l'âge de 19 ans, et affirme : « Je connais les règles dans ce milieu : celui qui parle vraiment ne revient pas. ». Il accuse le médecin de l'équipe Gerolsteiner, le docteur Mark Schmidt de lui avoir administré de l'EPO. Celui-ci nie son implication  et obtient gain de cause devant un tribunal autrichien. Cependant, en mars 2019, Schmidt est au cœur de l'opération Aderlass, où il est soupçonné d'avoir mis en place un réseau de dopage sanguin.
Alors qu'il risquait une suspension à vie, il participe par ses révélations au démantèlement de filières de dopage lors sa suspension. En juin 2010, il est finalement suspendu quatre années supplémentaires, soit six au total. La suspension prend fin le 4 juillet 2014.
Le 5 octobre 2010, il est amené à s'exprimer à propos de l'affaire Contador alors qu'il est invité au congrès annuel de l'Agence américaine antidopage. Sans donner d'avis tranché, il estime qu'il est très peu probable qu'Alberto Contador ne soit pas dopé : « C'est absolument impossible de gagner le Tour sans dopage. Il suffit de voir la vitesse moyenne de la course pour le comprendre. Tous les ans, on est au-dessus de 40 km/h. C'était le cas quand Landis a gagné en 2006, c'était encore le cas cette année, quatre ans après cette affaire. Selon moi, cela montre que les coureurs continuent de se doper ». S'appuyant sur son expérience personnelle, il remet en cause la fiabilité des contrôles antidopage effectués : « Ils vous disent qu'ils ont été contrôlés des dizaines et des dizaines de fois et qu'ils n'ont pas été testés positif. Mais ça ne prouve absolument rien. Moi, j'ai été contrôlé environ 200 fois dans ma carrière. Sur ces 200 contrôles, j'en ai effectué 100 en étant dopé. J'ai été pris une fois, mais les 99 autres, je suis passé au travers. Les coureurs se dopent parce qu'ils ont l'impression qu'ils ne seront pas pris et, dans la très grande majorité des cas, ils ont raison de le croire. Je ne suis même pas sûr qu'un nouveau test de dopage sanguin suffirait à leur faire peur. Le problème est aussi profond que ça. »

## Palmarès

### Palmarès amateur
- 2000

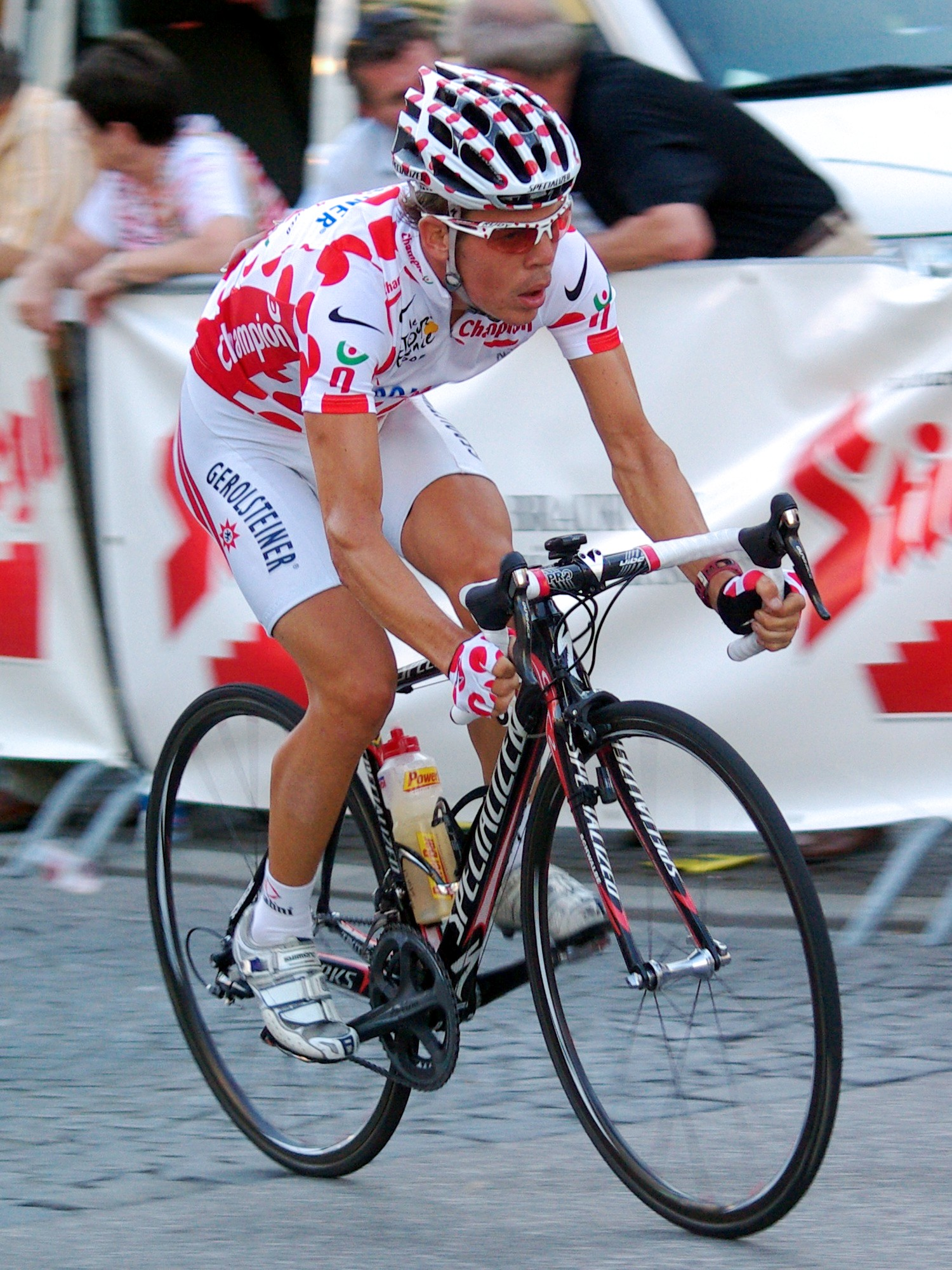
Bernhard Kohl en 2008

  - 3e du Tour de Basse-Saxe juniors
- 2002
  -  Champion d'Autriche sur route espoirs
  - Grand Prix de Francfort espoirs
  - 2e du Tour du Burgenland
- 2003
  - 2e du championnat d'Autriche sur route espoirs
  - 2e du Tour de Thuringe
- 2004
  - Classement général du Tour des Pyrénées

### Palmarès professionnel
- 2006
  -  Champion d'Autriche sur route
  - 3e du Critérium du Dauphiné libéré

## Résultats sur les grands tours

### Tour de France
2 participations
- 2007 : 31e du classement général
- 2008 : 3e du classement général et  meilleur grimpeur déclassé

### Tour d'Espagne
2 participations
- 2005 : 111e du classement général
- 2006 : abandon lors de la 9e étape